# Flórián Mária
Flórián Mária (Budapest, 1940. április 23.) magyar etnográfus és muzeológus.

## Tanulmányai
1958-ban kezdte meg tanulmányait a Kossuth Lajos Tudományegyetem Bölcsésztudományi Karán magyar-néprajz szakon, ahol 1963-ban szerzett diplomát.

## Pályafutása
Az egyetem elvégzése után, 1963-ban került a balassagyarmati Palóc Múzeumba. Itt hat évig dolgozott muzeológusként, majd 1969 és 1978 között a Néprajzi Múzeum munkatársa. 1978-ban a KSH Fővárosi Hivatalának adatfelvevő munkatársa. A Népi Iparművészeti Tanács főelőadója 1979 és 1982 között. A Szentendrei Néprajzi Múzeum tájegységfelelőse (1982-1987).  1987-től az MTA Néprajzi Kutatóintézet tudományos főmunkatársa. Kutatási területe a népi építészet, népviselet, kézművesség.

## Családja
Férjezett, egy gyermek édesanyja (Tamás András).

## Díjai, kitüntetései
- Művelődésügyi Miniszter dicséret (1972)
- Szocialista Kultúráért (1985)
- Szocialista Kultúráért (1989)
- Pro Renovanda Cultura Hungariae Alapítvány Kodály Zoltán díja (1998)
- Magyar Néprajzi Társaság, Györffy István Emlékérem (2002)

## Főbb művei
- Rimóc népviselete (1966)
- Magyar népviseletek (1980)
- Magyar néprajz IV. Öltözködés (1997)
- Magyar parasztviseletek; Planétás, Bp., 2001 (Jelenlévő múlt)
- Magyar népviseletek; Móra, Bp., 2005
- "A nép követte a szabást". Folyamatok a magyar paraszti öltözködés alakulásában 17-19. századi viselettörténeti adatok tükrében; Akadémiai, Bp., 2009 (Néprajzi tanulmányok)
- Életmód, szemléletmód és a módi változása a parasztság körében a 19-20. század fordulóján; szerk. Flórián Mária; MTA Néprajzi Kutatóintézete, Bp., 2010